# Micah Hauptman
Micah A. Hauptman (Filadelfia, 26 dicembre 1973) è un attore statunitense.

## Carriera
Debuttò nel 2001 in Spirit Rising, cortometraggio realizzato da Jonathan Yudis. È noto principalmente per aver avuto il ruolo di August Hardwicke in Parker, film del noto regista Taylor Hackford con protagonista Jason Statham.

## Filmografia

### Cinema
- Spirit Rising - cortometraggio, regia di Jonathan Yudis (2001)
- Got Papers?, regia di Jose Reyes Bencomo (2003)
- P.O.V.: The Camera's Eye, regia di Tyronne Tann (2003)
- The Noise - cortometraggio, regia di Robert E. Clyde (2004)
- What Are the Odds - cortometraggio, regia di Bev Land (2004)
- Finishing the Game: The Search for a New Bruce Lee, regia di Justin Lin (2007)
- Iron Man, regia di Jon Favreau (2008)
- The Mushroom Sessions, regia di Adam Cosco (2010)
- S.W.A.T. - Squadra speciale anticrimine 2, regia di Benny Boom (2011)
- A Bag of Hammers, regia di Brian Crano (2011)
- Parker, regia di Taylor Hackford (2013)
- Bread and Butter, regia di Liz Manashil (2014)
- In Stereo, regia di Mel Rodriguez III (2015)
- Everest, regia di Baltasar Kormákur (2015)
- The Lennon Report, regia di Jeremy Profe (2016)
- The Obituary of Tunde Johnson, regia di Ali Leroi (2019)
- The Boy Behind the Door, regia di David Charbonier e Justin Powell (2020)
- Phobias, regia di Camilla Belle, Maritte Lee Go, Jessica Varley, Joe Sill, Chris von Hoffmann (2021)

### Televisione
- Lie To Me - serie TV, episodio 3x07 (2010)
- Supernatural - serie TV, episodio 6x15 (2010)
- The Glades - serie TV, episodio 2x02 (2011)
- Masters Of Sex - serie TV, episodio 1x07 (2013)
- White Collar - serie TV, episodio 5x09 (2013)
- The Lottery - serie TV, episodio 1x03 (2014)
- Homeland - Caccia Alla Spia - serie TV, 5 episodi (2015)
- Nova Vita - serie TV, 10 episodi (2021-)

## Doppiatori italiani
Nelle versioni in italiano delle opere in cui ha recitato, Micah Hauptman è stato doppiato da:
- Stefano Brusa in The Glades
- Luca Ghignone in Parker
- Ugo De Cesare in Masters of Sex
- Dimitri Winter in White Collar
- Roberto Certomà in Everest